# Крутотыла
Крутотыла — деревня в Прилузском районе республики Коми в составе сельского поселения Летка.

## География
Находится на расстоянии примерно 80 километров на юг от центра района села Объячево.

## История
Известна с 1930 года как деревня с 19 хозяйствами и 89 жителями .

## Население
Постоянное население  составляло 54 человека (коми 96%) в 2002 году, 29 в 2010 .